# Feldloge

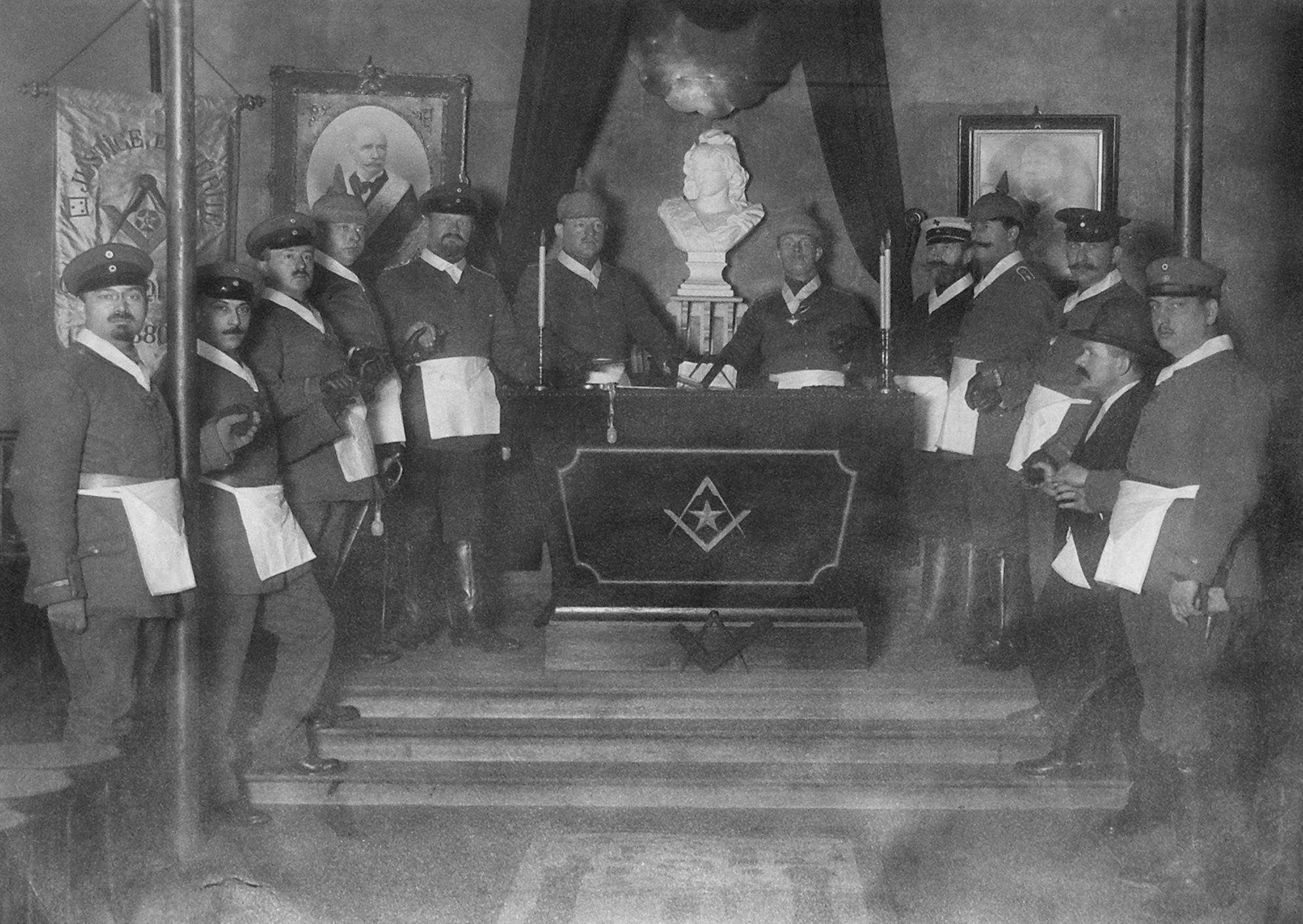
Tempelarbeit der deutschen Feldloge Zum aufgehenden Licht an der Somme in Saint-Quentin (Erster Weltkrieg).

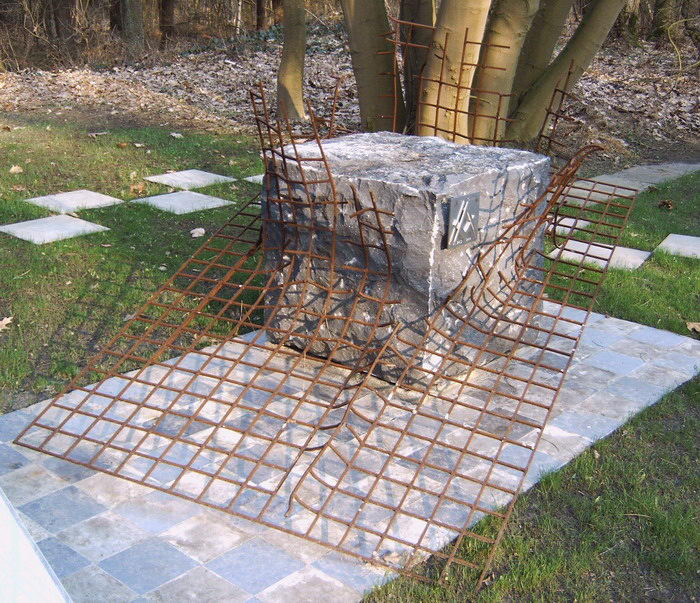
Denkmal zur Erinnerung an die Feldloge Liberté chérie. Eine von KZ-Gefangenen gegründete Feldloge im KZ Esterwegen von 1943–1944

Eine Feldloge (auch: Armeeloge oder Regimentsloge) ist eine „ambulante“ Freimaurerloge, die also nicht an einen festen Ort gebunden ist und im Gegensatz zu einer Militärloge nur im Krieg besteht und sich nach dessen Ende auflöst oder zu einer feststehenden Loge wird.
Die freimaurerischen Zeremonien und Treffen fanden meist in Zelten statt, die mit Ritualgegenständen der Freimaurer ausgestattet waren. Eigene Bijoux, Logenabzeichen, wurden aus militärischen Orden gefertigt. In den Feldlogen trafen sich auch Brüder der verfeindeten Kriegsparteien.
Der französische Historiker Jean-Luc Quoy-Bodin verweist darauf, dass das 18. Jahrhundert von einem militärischen Humanismus geprägt worden sei, in dem das Dilemma zwischen freimaurerischer Moral und militärischer Pflicht in einen größeren Prozess der Umformulierung militärischer Selbstauffassung gedeutet werden muss. Nationale Kriegskonflikte und die Gründung von Feldlogen, speziell in der Periode 1790–1820, eröffneten eine neue Möglichkeit zu einer Fraternisierung über die Grenzen der Kriegsparteien hinweg.
Diese internationale Freundschaft und Fraternisierung wurde in der Zeit des Nationalsozialismus den Freimaurern als Verrat angelastet.
Im Ersten und Zweiten Weltkrieg gründeten sich Logen aus den Reihen von Kriegsgefangenen oder Widerstandskämpfern (siehe Liberté chérie).

## Geschichte
1732 wurde die erste Stiftungsurkunde einer Feldloge von der Großloge von Irland ausgestellt. In England (seit 1750) und Schottland (seit 1743) machte das irische Beispiel bald Schule und es kam zu Nachahmungen innerhalb der englischen Großlogen. Besonders bei den sog. Antients die 1789 fast fünfzig Army Warrants ausgestellt hatten. Einige Logen wurden speziell in Eliteregimentern wie der Queen Dragoon Guard gegründet. Weniger Logengründungen lassen sich innerhalb der Marine nachweisen. Es war nicht ungewöhnlich, dass in einem Regiment mehrere Logen gleichzeitig gegründet wurden.
In Amerika wurde 1738 im Rahmen einer Expedition auf kanadischen Gebiet eine Feldloge gegründet. In Großbritannien gründeten sich im 18. Jahrhundert die ersten Regimentslogen, um eine maurerische Tempelarbeit abhalten zu können, wurden die Ritualgegenstände meistens in transportablen Truhen mitgeführt. Zwischen 1732 und 1755 wurden von den drei britischen Großlogen bereits 29 Militärlogen gestiftet. In der Verfassung der irischen Großloge von 1768, dem Irish Code, wurde den Brüdern garantiert, an jedem Ort arbeiten zu können, Einheimische durften diese Logen nur aufnehmen, wenn sich an dem Ort keine andere Loge befand. Der Irish Code war somit die früheste Regelung für eine Feldloge von einer Großloge. Seit 1850 nahmen britische Feldlogen keine Zivilisten mehr in ihre Reihen auf.

### Feldlogen im Amerikanischen Unabhängigkeitskrieg
Großer Beliebtheit erfreuten sich Feldlogen im Amerikanischen Unabhängigkeitskrieg. Die bekannteste war die American Union Nr.1. Ihr Siegel zeigte eine Kette aus dreizehn Ringen, entsprechend den im Kampf stehenden dreizehn Staaten. In der Schlacht von Long Island wurde ein großer Teil ihrer Mitglieder getötet oder gerieten in Kriegsgefangenschaft. Die restlichen Mitglieder retteten die Truhen mit den Ritualgegenständen und nahmen diese auf ihren Feldzügen mit. Im Zuge der Schlacht von Cooch's Bridge bei Delaware hielt die Loge erstmals wieder eine Weihnachtsfeier ab. Georg Washington nahm öfters bei den Zusammenkünften der American Union Nr.1 im Winterlager bei Valley Forge teil. Als die englische Feldloge Nr.227 auf einem Rückzug ihre Konstitution und die Logenembleme zurücklassen musste, ließ Washington diese durch einen Offizier mit Ehrenwache zurückbringen.
Als 1783 die Irische Freiwilligenbewegung einsetzte, um einen französischen Einfall in Irland zu verhindern, und sich Regimenter von Freiwilligen bildeten, entstand die First Volunteer Lodge No.620. Ein Großteil der Logen wurde unter der Jurisdiktion der Irischen Großloge konstituiert. Infanterieregimenter bildeten die Majorität.

### Französische Feldlogen im napoleonischen Zeitalter
In Frankreich etablierten sich in den 1740er Jahren die ersten französischen Militärlogen, bis 1789 stieg ihre Anzahl auf 105 in allen Einheiten der Armee und Marine an. Zunächst bestanden diese nur aus Offizieren, so dass sich um 1785 auch aus Unteroffizierslogen bildeten, wie beispielsweise die Parfaite amitié im Regiment Royal Italien, deren Logenmeister der Marschall André Masséna war. In einigen Regimentern lag der Anteil der Freimaurer am Offizierskorps zwischen 23 und 30 Prozent, in den insgesamt 18 Dragonerregimentern bei 43 Prozent. Die französische Großloge Grand Orient de France verzeichnete im Jahre 1789 rund 69 Feldlogen, darunter auch eine Anzahl in fremden Regimentern wie bsp. Hessen-Darmstadt, Bayern und der Schweiz. In den Napoleonischen Kriegen bestanden Feldlogen in allen beteiligten Armeen außer der von Österreich.
Insgesamt wird im Zeitraum von der Ersten Französischen Republik bis zu Napoleons Herrschaft von der Gründung von 132 Militärlogen ausgegangen. Um 1805 betrug der Anteil aller Offiziere in Infanterieregimentern zwischen 24 und 29 Prozent. Zwischen 1792 und 1814 waren rund 400 französische Generale Mitglieder in Feldlogen.

### Preußische Feldlogen

#### Siebenjähriger Krieg
Die erste wirkliche preußische Feldloge kam mit den schwedischen Truppen im Siebenjährigen Krieg, woran zwei seltene Gedenkmünzen erinnern. Aus dieser Loge ging die Loge Karl zu den drei Greife in Greifswald hervor. Diese arbeitet bis heute unter dem Schwedischen Lehrsystem.

#### Schwedische Feldlogen in Preußen
Das Königreich Schweden trat als Bündnispartner an der Seite von Frankreich in den Siebenjährigen Krieg ein. Die Strategie der beiden Bündnisparteien sah vor, preußische Truppen von Norden aus zu binden oder bestenfalls Berlin einzunehmen. Zudem plante Schweden die Rückgewinnung der 1720 an Preußen abgetretenen Teile Vorpommerns durch die Niederlage beim Großen Nordischen Krieg.

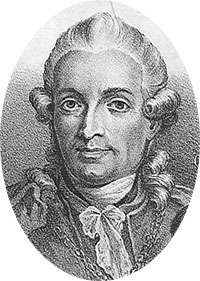
Hugo Herman von Saltza

Freimaurerische Offiziere aus der schwedischen Armee importierten ihre Feldlogen in preußisches Gebiet um auf dem Schlachtfeld oder im Winterquartier Tempelarbeiten abhalten zu können. Regelmäßige Versammlungsprotokolle wurden ab März 1761 geführt. Initiator für diese Tätigkeit war der schwedische Artilleriehauptmann Hugo Hermann von Saltza, der Mitglied der Göteborger Loge Salomon a trois Serrures (gegründet 1754 als Salomoniska logen af trenne lås) war.
Mit den Versammlungen der schwedischen Feldloge nahm die Freimaurerei in Schwedisch-Pommern ihren Anfang.
Aus den ab März 1761 geführten Protokollen lässt sich eine rege Tätigkeit der Militärloge ablesen. Schon im April nahm sie Johann Carl Dähnert als ihr erstes ziviles Mitglied auf.
Hugo Herman von Saltza, wurde der erste Logenmeister dieser schwedischen Armeeloge. Er besorgte sich bei seiner Mutterloge in Göteborg ein Patent für die Loge. Die neu gegründete Armeeloge nannte sich Svenska Arméens Loge. Sie gaben sich eigene Gesetze und ein Wappen. Die Loge gründete kurzerhand eigene Tochterlogen, die Loge La Charité in Stralsund und die Loge Zu den drei Greifen in Greifswald, die bis heute existiert.
Der Konflikt zwischen Preußen und Schweden endete mit dem Separatfrieden von Hamburg von (22. Mai 1762). Die Friedensverhandlungen wurden unter der Vermittlung der schwedischen Königin und Schwester Friedrich II., Luise Ulrike von Preußen mit den Vertretern Johann Julius von Hecht für Preußen und Adolf Friedrich von Olthof für Schweden geführt.
Olthof war in den 1750er Jahren in Stockholm wurde 1761 in die französischsprachige Loge L’Union aufgenommen.
Im Herbst 1762 erteilte die schwedische Große Landesloge einer dritten Loge in Schwedisch-Pommern, Zur Eintracht, die Konstitution. Als Logenmeister wurde ein Verwandter von Olthofs ernannt, er selbst agierte als Stellvertreter. Die schwedische Armee – und damit auch die gegründeten Armeeloge Svenska Arméens Loge – wurden nach dem Hamburger Friedensabkommen in Marsch gesetzt, um den Rückzug nach Schweden anzutreten. Zurück blieben die auf preußischen Gebiet gegründeten Logen.
Die schwedischen Logen etablierten den Brauch freimaurerische Passdokumente und Zertifikate beim Besuchen fremder Logen vorzulegen.
Auch ein umfangreiches Gesetzeswerk regelte wichtige Verhaltensregeln zwischen den kriegsführenden Nationen. Anstößige Gespräche über die verschiedene Nationen waren unter Strafe verboten. Der 16. Paragraph lautete:
„Es gibt Freimaurer aller Völker, alle sollen gleichermaßen liebe Freunde sein und nichts in der Welt kann so mächtig sein, dass es ihr Vereinigungsband zerreißen kann“.
Die Tochterlogen der Svenska Arméens Loge nach dem Frieden von Hamburg
Die Tochterloge La Charité hielt am Johannistag 1762 eine öffentliche Veranstaltung ab. Die Stralsunder Zeitung Auszug aus den Neuesten Weltbegebenheiten berichtete auf ihrer ersten Seite:
„Die Königlich-Schwedische Armee-Freymäurer-Loge feierte hieselbst Stralsund das gestrige St. Johannisfest öffentlich“.
Die Mitglieder der Loge versammelten sich bei dem Logenmeister von Saltza und führten eine Prozession zur Kirche St. Jacobi durch, wo der Ordensbruder und Prediger bei der Königlichen Leibgarde Backmann die Predigt hielt.
Auch wurde eine eigene freimaurerische Medaille vorgestellt, die an verwundete Soldaten verliehen werden sollte. Die Verleihung dieser Medaille beinhaltete ein Anrecht auf eine lebenslange Pension. Es war das erste Mal in der Geschichte der schwedischen Streitkräfte, dass eine Medaille an Mannschaftsdienstgrade verliehen wurde, was ein sehr öffentliches Interesse hervorrief. Auch Soldatenwitwen und verwaiste Soldatenkinder erhielten ein Anrecht auf finanzielle Unterstützung, die von der Beerdigungshilfe bis zur Beihilfe für den Lebensunterhalt reichte.
Am 21. September 1762 wurde der eingerichtete Pensionsfonds für verwundete Soldaten und Soldatenwitwen mit einem offiziellen königlichen Schreiben bestätigt. Die schwedische Große Landesloge hatte zu diesem Zeitpunkt auch ein karitatives Projekt eingerichtet: alle Abgaben der Logen für soziale Zwecke sollten dem 1753 gegründeten Stockholmer Freimaurer-Waisenhaus zufließen.
1764 wurde auf einem Konvent in Altenberga bei Jena beschlossen, dass sich die Tochterloge Zu den drei Greifen der Strikten Observanz anschließt. Die Loge arbeitete bis zum Wilhelmsbader Konvent von 1782 unter diesem Lehrsystem. 1786 trat sie der Großen Landesloge der Freimaurer von Deutschland bei.

#### Bayerischer Erbfolgekrieg
Der regierender Prälat zu Camin und königlich preußische Major Christian Adam Marschall v. Bieberstein erhielt für den erwarteten Kriegsfall (und der damit verbundenen wochen- und monatelangen Abwesenheit der militärischen Brüder vom Standort) am 13. Januar 1775 ein vom damaligen Nationalgroßmeister Friedrich August von Braunschweig unterschriebenes Konstitutionspatent für die Militärloge Zum Flammenden Stern. Mit Beginn des Bayerischen Erbfolgekriegs 1778/79 zogen die Berliner Regimenter ins Feld.
Die nicht dienenden Brüder verblieben in Berlin und arbeiteten entgegen der ursprünglichen Planung in ihrer Loge Zum Flammenden Stern trotz der Abwesenheit der militärischen Brüder weiter. Somit existierten zwei Freimaurerlogen unter dem gleichen Namen; eine als stationär arbeitende in Berlin, die andere als rein militärischer Abzweig auf dem Schlachtfeld.
Am 17. Dezember 1778 erteilte der Großmeister die Erlaubnis, dass während der Winterquartiere die Deputationsloge des flammenden Sterns zu Landshut eingerichtet werde. Diese war also ebenfalls nicht identisch mit der Berliner Militärloge gleichen Namens, sondern ein gleichnamiger Ableger. Die Mutterloge und die Deputation hielten die ganze Zeit über Verbindung. Man schrieb sich und unterrichtete sich über wichtige Ereignisse. Die Protokolle sind nicht überliefert, aber deren Extrakte. Nach dem Feldzug kehrten die Mitglieder der Feldloge in ihre alten Logen zurück. 1778 bildete sich ebenfalls die Loge Zum goldenen Becher am Hauptfeldlazarett der Armee in Breslau unter der Jurisdiktion der Großen Landesloge der Freimaurer von Deutschland.

#### Befreiungskriege
Unter der Großen Landesloge wurde 1811 auch die erste Feldloge gegründet, zu deren Brüdern auch Gebhard Leberecht von Blücher zählte, welcher Mitglied der in Schwedt/Oder gegründeten Feldloge Nr.1 war.
Preußen hatte sechs Feldlogen darunter die 1812 gegründete Friedrich zur Vaterlandsliebe beim Yorckschen Hilfskorps, welches unter dem Befehl von Johann David Ludwig Graf Yorck von Wartenburg stand.
Der russische General und Historiker Alexander Iwanowitsch Michailowski-Danilewski, welcher im November 1813 in die russische Feldloge Zum heiligen Georg in Frankfurt aufgenommen wurde, schrieb über die preußische Feldloge Zum eisernen Kreuz, deren Mitglieder im Koalitionskrieg gegen Napoleon Bonaparte kämpften, folgende Beobachtungen in sein Tagebuch:

„Die in Logen gehaltenen Reden waren voll flammender Vaterlandsliebe. Am Tage nach der Schlacht oder am Vorabend derselben gehalten, begeisterten sie unsere Seelen zu edelsten Beschlüssen. Mögen die Leute, die heute die das Freimaurertum bekämpfen und die wahrscheinlich ihre patriotischen Gefühle darauf beschränkten, bei der Nachricht von unseren Siegen auf Festlichkeiten zu tanzen, mögen sie doch die Reden lesen, die in der Loge Zum eisernen Kreuz gehalten wurden. Jedes Mitglied der Loge hatte vielfach sein Leben dem Vaterland zum Opfer angeboten (…) Als nach der Einnahme von Paris der entsetzliche Kampf aufhörte und Preußens Unabhängigkeit hergestellt, mithin das Ziel erreicht war, feierte die Loge Zum eisernen Kreuz ihre Schließung in feierliche Weise (im Mai 1814 im Palais Elysee Bourbon). Die Preußen schilderten die elende Lage ihres Vaterlandes vor dem Kriege und beschrieben den heiligen Freiheitskampf und die wohltätige Wirksamkeit der Loge während des Kampfes. Sie erinnerten sich daran, wie während des Donners der Schlachten sie sich in der Loge gegenseitig gestärkt, um die Mühseligkeiten des Feldzuges zu tragen,(…) und wie sie so die Ketten zerrissen, die das Vaterland knechteten und dessen Ruhm wiedergestellt haben (…).“

### Sonstiges
In den Vereinigten Staaten kennt man so genannte Wanderlogen (engl.: Travelling lodges). 1756 wurde Richard Gridley ermächtigt, alle Freimaurer im Feldzug gegen Crown Point zu vereinigen und Logen zu gründen. Es entstanden Wanderstiftungsurkunden, die ihren Mitgliedern ausdrücklich erlaubte, eine Loge nach Gefallen zu verlegen. 1779 erhielt General Robert Patterson (1753–1827) eine solche Urkunde von der Großloge von Massachusetts.
Innerhalb der russischen Armee entstanden 1761 und 1764 die ersten Feldlogen, während diese in Westpreußen ihre Winterquartiere und in Marienburg ihr Hauptquartier hatten.
In den Niederlanden werden von Anfang des 19. Jahrhunderts die Feldlogen De opgaande Oranjezon und L’union militaire erwähnt.

## Chronik einiger Feldlogen
- Kriegsgefangenenloge zu Basingstoke

Im Jahre 1756, im Zuge des Siebenjährigen Kriegs, gründeten arrestierte französische Offiziere bei Basingstoke diese Kriegsgefangenenloge. Sie arbeitete später im Jahre 1758, nach einer Verlegung der Gefangenen in Petersfield (Hampshire), sowie 1759 in Leeds. In Leeds nahm sie auch einige Bürger der Stadt auf und arbeitete mit der ansässigen englischen Loge The Talbot eng zusammen. Mit dem Kriegsende um 1763 wurde sie aufgelöst.
- Kriegsgefangenenloge La Fidélité zu Berlin

Ende 1758 gründeten französische Kriegsgefangene in Berlin unter Führung des Marquis Filley de Lerneu mit Genehmigung der Loge Zu den drei Weltkugeln diese Loge. Sie durfte allerdings keine Aufnahmen vollführen. 1762 erteilte die Große Loge von Preußen genannt Royal York zur Freundschaft den Mitgliedern der La Fidélité ein Patent.
- Irländische Loge Nr.63 zu Charlottesville

Gegründet wurde diese Loge 1777 im Barackenlager von Charlottesville von Offizieren des von Herzog Karl Wilhelm Ferdinand entsandten Expeditionskorps nach der Schlacht von Saratoga im Amerikanischen Unabhängigkeitskrieg. Eine große Anzahl der Mitglieder waren auch Angehörige des 20. englischen Linienregimentes, welches die Namensgebung der Loge erklärt.
- Niederländischen Logen Gastvrijheid zu Groningen und Willem van Oranje zu Haag

Während des Ersten Weltkrieges entstanden auf niederländischen Boden diese beiden Feldlogen. Die 1915 gegründete Loge Gastvrijheid setzte sich aus einer großen Anzahl der englischen Marinebrigaden zusammen, die nach Kämpfen bei Antwerpen dort in Gefangenschaft gerieten. Die Brüder arbeiteten unter der Protektion der holländischen Großloge nach englischem Ritual. Gastvrijheid wurde nach dem Ende des Krieges in eine ordentliche Loge unter englischer Obedienz umgewandelt.

## Feldlogen im Ersten Weltkrieg

### Amerikanische Feldlogen im Ersten Weltkrieg

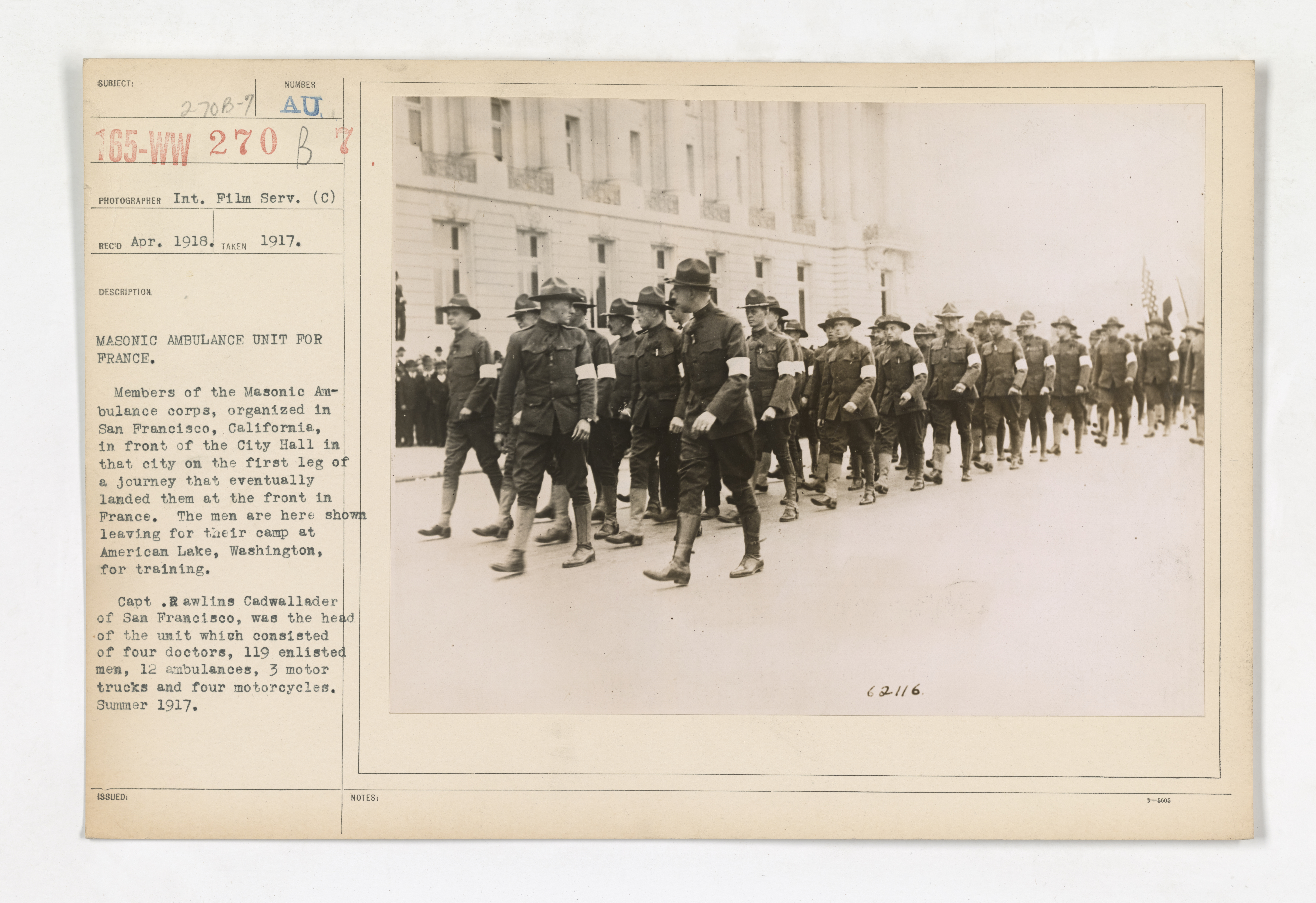
Mitglieder des Masonic Ambulance Corps (Freimaurer-Sanitätereinheit) (Sommer 1917)

Im Zuge des Eintritts der Vereinigten Staaten in den Ersten Weltkrieg meldeten sich amerikanische Freimaurer für den freiwilligen Sanitätsdienst unter der Jurisdiktion des Amerikanischen Roten Kreuzes um medizinische Hilfe auf den europäischen Schlachtfeldern des Ersten Weltkrieges zu leisten. Capt. Rawlins Cadwallader, war der führende Sanitätsoffizier der Einheit, die aus vier Ärzten, 119 Mannschaften, 12 Krankenwagen, 3 Lastwagen und vier Motorrädern bestand. Sie gründeten mit anderen amerikanischen Freimaurern eine mobile Feldloge. Die Mitglieder der Sanitätseinheit kamen hauptsächlich aus der Bethlehem Lodge No. 453.

### Deutsche Feldlogen im Ersten Weltkrieg
Am 15. Januar 1915 gründeten bayerische Offiziere die erste Feldloge des Ersten Weltkriegs mit dem Namen Zum eisernen Kreuz, die unter der Jurisdiktion der Großloge Zur Sonne stand.
Es folgten weitere Gründungen von Feldlogen:
- Stern von Brabant (Brüssel)

- Carmen Sylva zur deutschen Treue (Bukarest)

- Victoria im Feld (Chauny)

- Zur Wacht an den Grenzen (Kattowitz)

- Minerva (Budapest)

- Anker und Schwert (Libau)

- Zum eisernen Kreuz (Lüttich)

- Moselwacht (Metz)

- Gral an der Schelde (Antwerpen)

- Zum deutschen Schwert im Osten (Mitau)

- Hanseatentreue (Riga)

- Frisia zur Nordwacht (Westerland-Sylt)

- Deutsche Säule in Litauen (Litauen)

- Wilna zum flammenden Schwert (Wilna)

- Zum aufgehenden Licht an der Somme (Saint-Quentin)[23]

- Deutsche Säule in Litauen (Bialystok)

- Deutsche Wacht an der Memel (Kowno)

- Feldlogenvereinigung unter Bukarest (Focșani)

- Frisia zur Nordwacht (Westerland a. Sylt)

- In Ketten zum Licht (Kriegsgefangenenloge): gegründet am 28. Januar 1918 im französischen Kriegsgefangenenlager auf Île Longue.

Die Loge In Ketten zum Licht wurde am 28. Januar 1918 gegründet. Die freimaurerischen Utensilien wurden von einem türkischen und ungarischen Schneider angefertigt. Der Tempel wurde mit Hilfe von zerlegbaren Wandelementen in der Küche der Musikbaracke eingerichtet und nach der jeweiligen Arbeit wieder abgebaut.
Laut einem Brief des internierten Freimaurers Johannes Mättig an den Großmeister der Großen Nationalloge von Deutschland vom 26. Januar 1921 hatte die Feldloge „In Ketten zum Licht“ keine Möglichkeit, ihre Aufnahme in eine Großloge zu beantragen, weil die Brüder der Feldloge nicht riskieren wollten, dass die entsprechende Korrespondenz in die Hände der französischen Zensur fiel.
Die letzten deutschen Kriegsgefangenen verließen Ende Dezember 1919 das Lager auf Île Longue.
Mitglieder der Loge In Ketten zum Licht:
| Name | Mutterloge                                   | Großloge                                        |
| --- | -------------------------------------------- | ----------------------------------------------- |
| Beck, Otto | „Aurora“, Buenos Aires                       | Großloge von Argentinien                        |
| Holzmann, Judath/Othman (Leibarzt des Sultans von Marokko); kehrte am 7. Oktober 1919 zurück nach Deutschland. | „Coronation Nr. 934“, Tanger                 | Großloge von Schottland                         |
| Italiener, Karl                                                                                                | „Germania zur Einigkeit“, Berlin             | Großloge von Hamburg                            |
| Kreuziger, Gustav                                                                                              | „Teutonia zur Weisheit“, Potsdam             | Große National-Mutterloge „Zu den 3 Weltkugeln“ |
| Lederer, Oscar Heinrich                                                                                        | „Philadelphia Konsistory“                    | Großloge von Pennsylvanien                      |
| Manheim, Louis                                                                                                 | „Cosmos Nr. 288“, Paris                      | Großloge von Frankreich                         |
| Maser, Carl Heinrich                                                                                           | „Josef zur Einigkeit“, Nürnberg              | Große Mutterloge des Eklekt. Freimaurerbundes   |
| Mättig, Johannes                                                                                               | „Zu den Romeriken Bergen“, Remscheid         | Große Nationalloge von Deutschland              |
| Nafiz, Schefik (Polizeikapitän von Smyrna)                                                                     | „Meschrutyet“, Damaskus                      | Großorient der Türkei                           |
| Schmidt, Bernhard                                                                                              | „The Widows Son VII“, Kap Mount,             | Großloge von Liberia                            |
| Taeschner, Titus                                                                                               | „Bruderbund am Fichtenberg“, Berlin-Steglitz | Große National-Mutterloge „Zu den 3 Weltkugeln“ |
| Weiß, Ludwig                                                                                                   | „Coronation Nr. 934“, Tanger                 | Großloge von Schottland                         |

### Feldlogen im Kontext der Dolchstoßlegende
Feldlogen gerieten nach dem Ersten Weltkrieg, besonders im Kontext der Dolchstoßlegende, in die Kritik nationalsozialistischer Anhänger.
Erich Ludendorff beschrieb diese freimaurerischen Vereinigungen als sog. Brutstätte des Vaterlandsverrates und verwies auf das Wirken überstaatlicher Mächte. Mitglieder dieser überstaatlichen Mächte waren nach der Auffassung von Ludendorff die Sozialdemokratie, die Jesuiten, die Freimaurerei, das Judentum und die kommunistische Internationale.
Der Autor Friedrich Hasselbacher warf in seinem Buch Volksverrat der Feldlogen im Weltkriege der Freimaurerei u. a. mangelndes Nationalbewusstsein und die Mitgliedschaft von Juden in den Reihen der Feldlogen vor:

„Der eigentlichen Gründung der Feldloge ‚Zum eisernen Kreuz‘ in Lüttich gingen allerlei recht interessante Dinge voraus, die man kennen muß, um von vornherein den Geist, der später diesen Logentempel errichtete, verstehen zu können.
(…) also am 30. August 1914 – da begab sich der wenige Tage zuvor dort angekommene Br. Adolf Hetzel, Bleistiftfabrikant aus Nürnberg, Hauptmann und Kompanieführer im Landsturmbataillon ‚Bayreuth‘ und damals Mitglied der Loge ‚Eleusis zur Verschwiegenheit‘ (Großloge ‚Zur Sonne‘) in Begleitung seines Brs. Heinrich Cahn, Jude, Unteroffizier in der 3. Kompanie desselben Landsturmbataillons und Mitglied der Loge ‚Eleusis zur Verschwiegenheit‘ in das Gebäude der Logen des Großorients von Belgien in Lüttich. Dort verbrachten die beiden ‚deutschen‘ Brr. in trautem Verein mit mehreren Brrn. des ‚belgischen‘ Großorients einige Stunden ‚trotz Krieg in edler Menschlichkeit‘.
Den Beweis für die Richtigkeit dieser Behauptung haben uns die Teilnehmer der Bruderrunde vom 30. August selbst geliefert, denn sie schrieben gemeinsam an die Loge ‚Eleusis z. V.‘ eine Postkarte(…).
Auf der Adressenseite aber läßt sich Br. Cahn mit folgenden Worten vernehmen:
‚In rührender Brüderlichkeit bei einem Besuche der Loge in Lüttich aufgenommen, senden Euch allen herzlichst Gruß – Es gibt trotz Krieg noch edle Menschlichkeit (...).‘
Man muß in seinem Logentum schon sehr erhebliche Fortschritte gemacht haben, um die anationale Gesinnung dieses ‚edlen Menschentums‘, sei es als Deutscher, sei es als Belgier, nicht mehr zu verspüren.“

## Feldlogen im Zweiten Weltkrieg

### The River Valley Road POW Masonic Club
Während der Eroberung von Singapur (vgl. Schlacht um Singapur) durch japanische Streitkräfte gerieten über 80.000 Soldaten der britischen Armee, der britisch-indischen Armee und des australischen Expeditionskorps in Kriegsgefangenschaft. Viele Gefangene wurden in das Kriegsgefangenenlager Changi oder Sandakan interniert. Um die 5.000 Gefangene wurden in das Kriegsgefangenenlager River Valley Camp verlegt. Diese Camps fungierten für Kriegsgefangenenarbeiten in Singapur.
Die Behandlung in diesem Camp war im Vergleich zu den restlichen japanischen Lagern sehr human, es wurden regelmäßige Mahlzeiten ausgegeben und den Gefangenen wurde die Ausübung ihrer religiösen Riten erlaubt; so entstand auch eine kleine katholische Kapelle und eine Feldloge. Die Urkunde vom „The River Valley Road POW Masonic Club“  nennt den 10. Juli 1942 als Gründungsdatum. Sie bestand aus sechs schottischen, fünf australischen, einem irischen und 13 englischen Mitgliedern. Die Tempelarbeiten und Vorträge über Symbolik wurden donnerstags am Nachmittag abgehalten. Als einziger Ritualgegenstand wurde eine King-James-Bibel verwendet. Die Treffen geschahen immer in Gegenwart der japanischen Wachen, welche aber kein Wort Englisch verstanden. Nach den Arbeiten in Singapur wurden die Gefangenen zum Bau der Thailand-Burma-Eisenbahn verlegt, bei denen viele Mitglieder ums Leben kamen.

### Liberté chérie
Die Liberté chérie ist die einzige in einem Strafvollzugslager und auf dem Boden eines Konzentrationslagers gegründete Loge in der Zeit des Zweiten Weltkriegs. In den Jahren 1943/44 wurden in dem Lager Widerstandskämpfer aus Frankreich, Belgien und den Niederlanden inhaftiert.

## Deutsche Feldlogen in der Bundesrepublik Deutschland

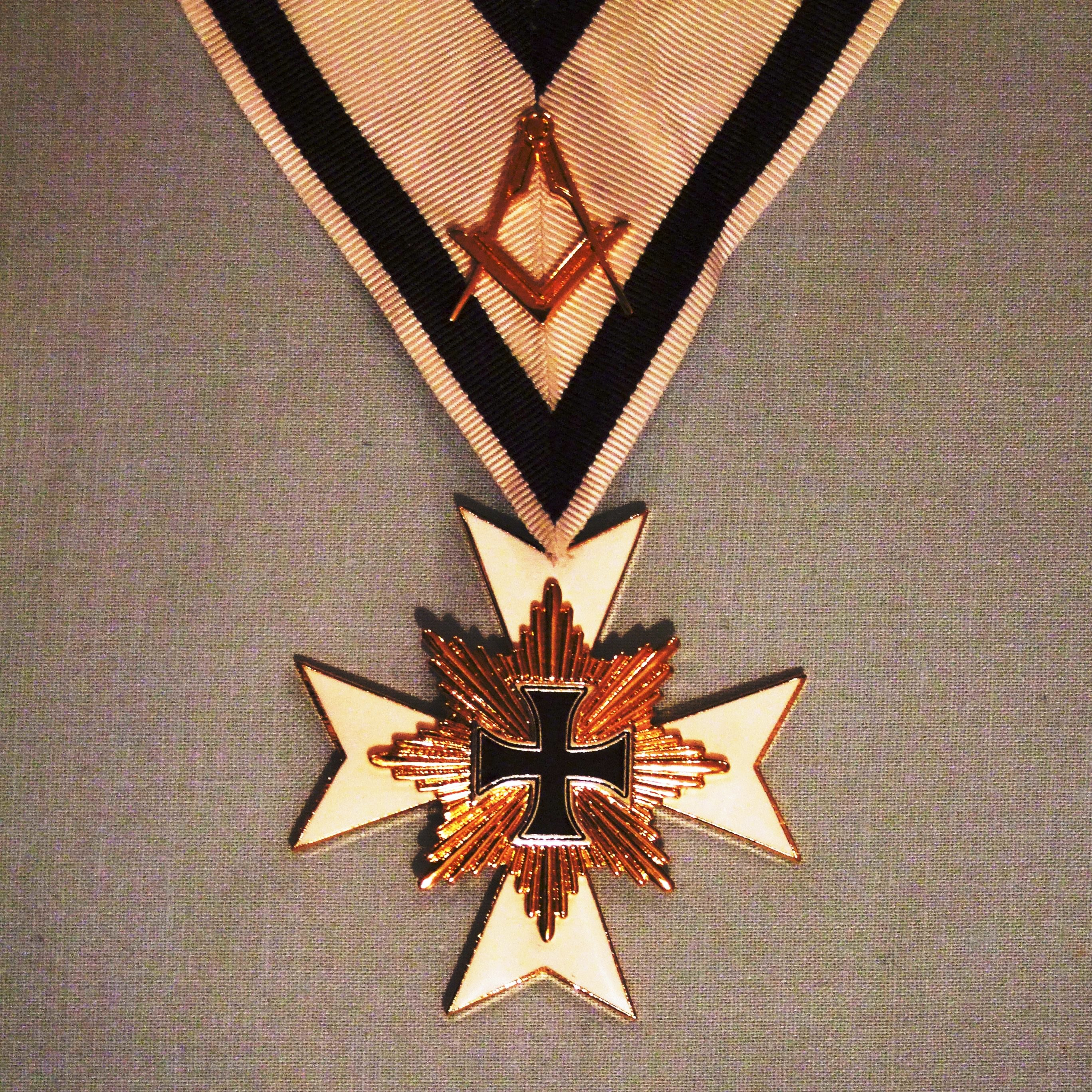
Bijou der Feld- und Militärloge „Henning von Tresckow“

### Feld- und Militärloge „Henning von Tresckow“, Potsdam
Am 10. Januar 2011 wurde in Deutschland wieder eine Feld- und Militärloge gegründet. Sie nennt sich nach dem führenden Kopf des Widerstands gegen Adolf Hitler vom 20. Juli 1944, Generalmajor Henning von Tresckow. Die Namensgebung erfolgte mit dem Einverständnis der Familie von Tresckow.
Die Loge wurde in einem offiziellen Festakt im Offizierskasino des Einsatzführungskommandos der Bundeswehr in Geltow gegründet. Der Satzung der Loge entsprechend werden auch Zivilpersonen aufgenommen. Die Loge erwartet von ihren Mitgliedern allerdings ein eindeutiges Bekenntnis zur freiheitlich-demokratischen Grundordnung der Bundesrepublik Deutschland.
Bei einer Festveranstaltung, die am Vorabend des 110. Geburtstages des Namensgebers Henning von Tresckow stattfand, war u. a. der ehemalige amerikanische Diplomat John Kornblum anwesend.
Die Feld- und Militärloge „Henning von Tresckow“ arbeitet unter der Obödienz der Großen Nationalmutterloge „Zu Den Drei Weltkugeln“ in Potsdam und Berlin.

### Feld- und Militärloge „Albrecht Ritter Mertz von Quirnheim“, Augsburg
Am 25. März 2016 wurde die Feld- und Militärloge Albrecht Ritter Mertz von Quirnheim in Augsburg gegründet. Sie ist unter der Obödienz der Großen Nationalmutterloge „Zu Den Drei Weltkugeln“ konstituiert.
Die Loge agiert in zwei divergenten Ausprägungen: als Militärloge und als Feldloge.
In ihrer Eigenschaft als Militärloge ist sie integraler Bestandteil der Vereinigten Großlogen von Deutschland (VGLvD) und etabliert sich an einem festen Standort. Parallel zu anderen Johannislogen richtet sich die Loge vorwiegend an Freimaurer, die lokal ansässig sind und demzufolge die Möglichkeit besitzen, an den periodischen Versammlungen teilzunehmen.
Im Kontrast hierzu fungiert die Feldloge auf nationaler Ebene und ist unabhängig von gegenwärtigen kriegerischen Konflikten. Im Gegensatz zu konventionellen Feldlogen vergangener Epochen ist diese Loge als dauerhafte Institution konzipiert, welche metaphorisch auf Wanderschaft geht und ihre Aktivitäten „unterwegs“ ausführt.
Die regulären Zusammenkünfte finden im geschichtsträchtigen Logenhaus der Loge Augusta statt, welches sich in der Schießgrabenstraße 30 in Augsburg befindet. Dieses im Jahre 1896 im neoklassizistischen Baustil von Brüdern der Loge Augusta errichtete Gebäude strebt an, seinen ursprünglichen Zustand nach Möglichkeit zu konservieren.

### Feld- und Marineloge „Alfred Kranzfelder“, Rostock
Am 3. November 2018 wurde die Feld- und Marineloge Alfred Kranzfelder in Rostock gegründet. Sie ist unter der Obödienz der Großen Nationalmutterloge „Zu Den Drei Weltkugeln“ konstituiert. Ihr maritimer Schwerpunkt resultiert aus dem Selbstverständnis heraus, dass sie als Feldloge die Berechtigung besitzt an Bord von Schiffen oder an jeden beliebigen Ort an Land zu arbeiten. Ihr Namensgeber ist Korvettenkapitän Alfred Kranzfelder, ein Beteiligter beim Attentat vom 20. Juli 1944. Kranzfelders Rolle war die Übernahme der Kontrolle über das Marinefernmeldenetz. Er wurde am 24. Juli 1944 verhaftet und am 10. August 1944 von Roland Freisler vor dem Volksgerichtshof wegen Hoch- und Landesverrat zum Tode verurteilt.

## Kanadische Feldloge in Afghanistan
Im Zuge der kanadischen Beteiligung am Krieg in Afghanistan im Rahmen der ISAF-Mission, bestand in den Jahren von 2010 bis 2014 in der afghanischen Stadt Kandahar eine Feldloge der kanadischen Streitkräfte (Kandahar Lodge).

## Krieg und Konflikt im Kontext der Alten Pflichten
Die Ablehnung von Gewalt und Krieg ist schon in den Alten Pflichten der Freimaurerei definiert:

„Der Maurer ist ein friedliebender Bürger des Staates, wo er auch wohne oder arbeite. Er darf sich nie in einen Aufstand oder eine Verschwörung gegen den Frieden oder das Wohl seiner Nation verwickeln lassen und sich auch nicht pflichtwidrig
gegenüber nachgeordneten Behörden verhalten. Denn gleichwie Krieg, Blutvergießen und Verwirrung der Maurerei immer nachteilig gewesen sind, so hatten in alten Zeiten Könige und Fürsten die Bruderschaft stets wegen ihrer Friedensliebe und ihrer Treue zum Staat gefördert.“

## Bekannte Feld- und Militärlogenmitglieder (Auswahl)

Feld- und Militärlogenmitglieder
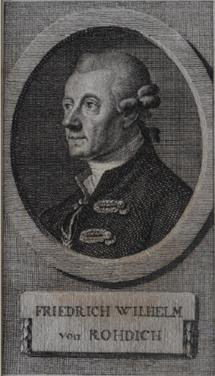
Friedrich Wilhelm von Rohdich
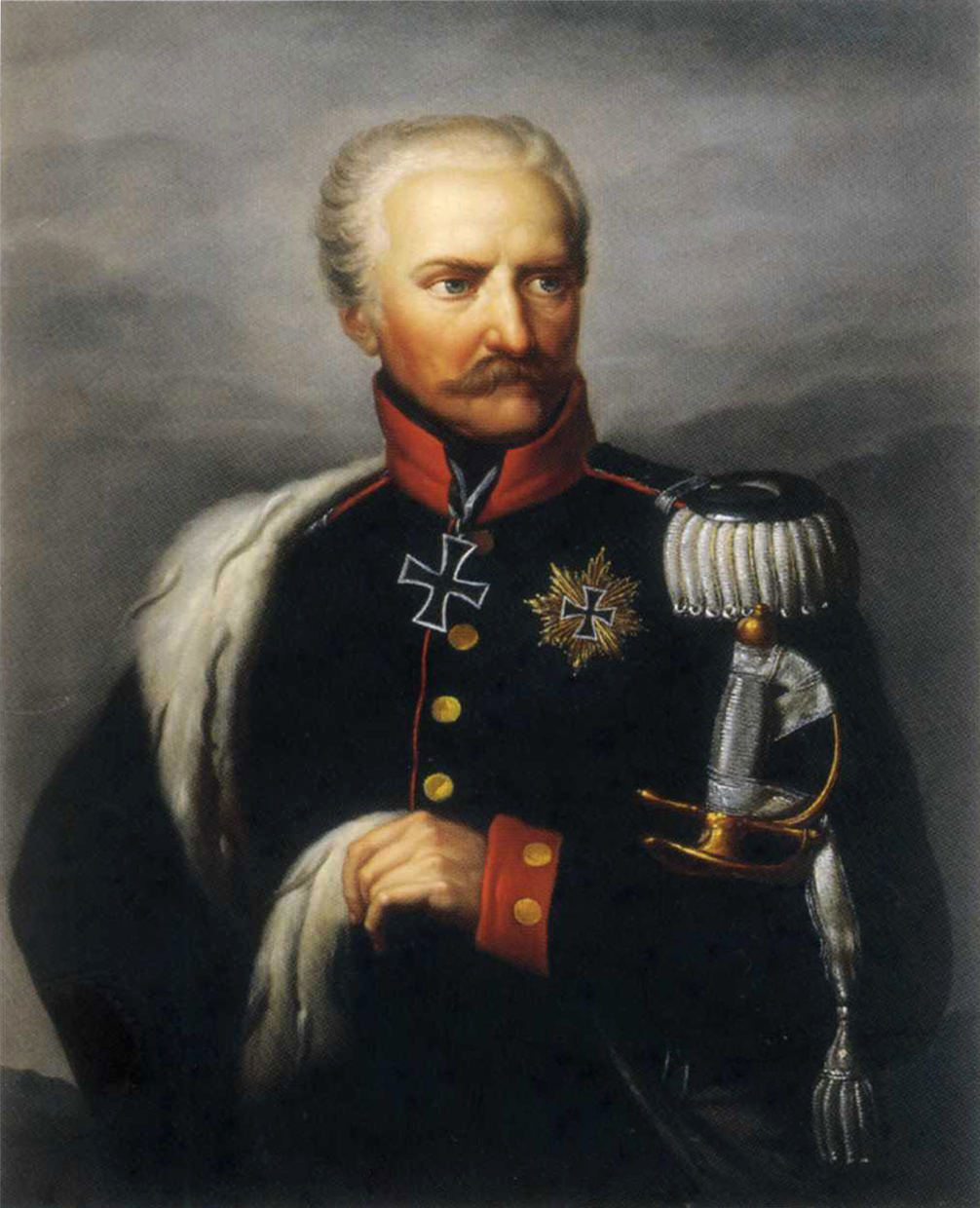
Gebhard Leberecht von Blücher
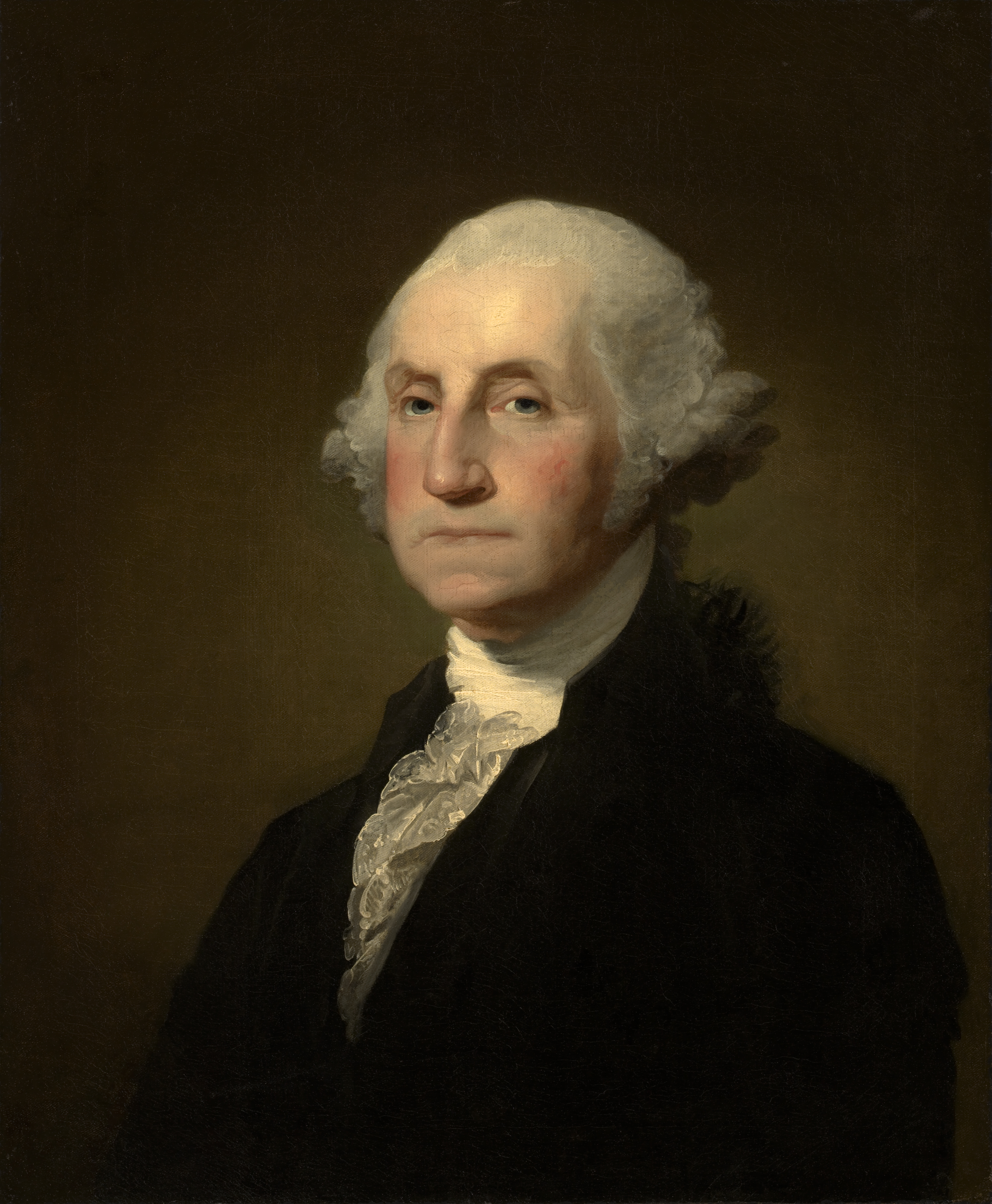
George Washington
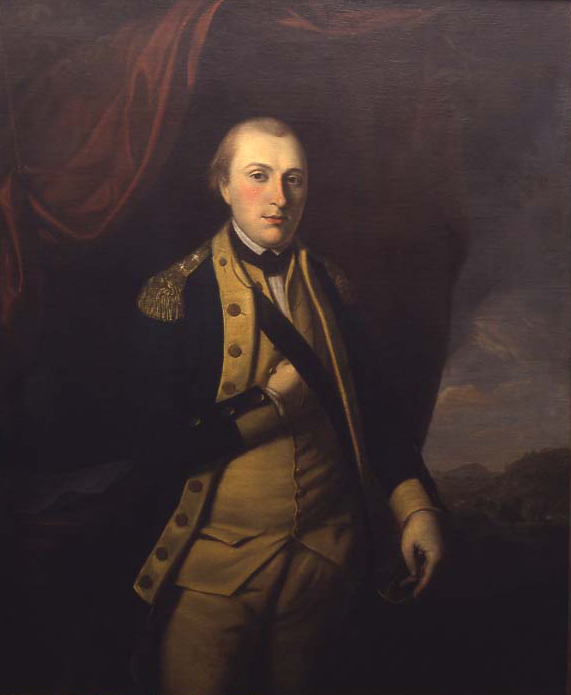
Marie-Joseph Motier, Marquis de La Fayette
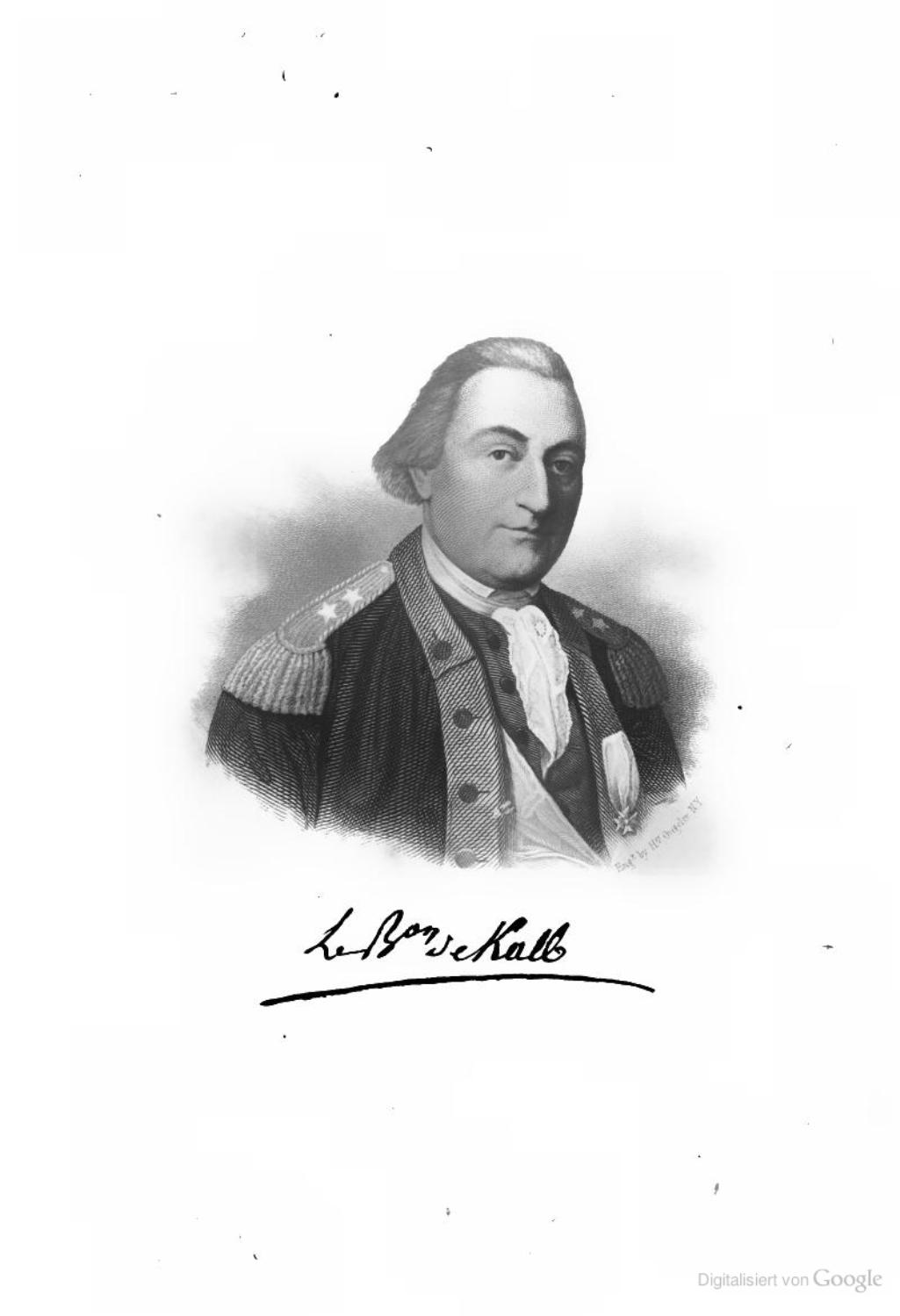
Johann von Kalb
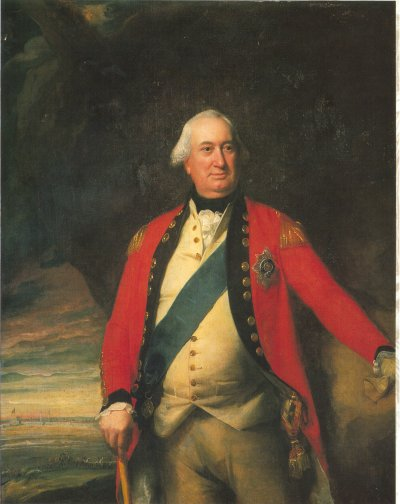
Charles Cornwallis, 1. Marquess Cornwallis
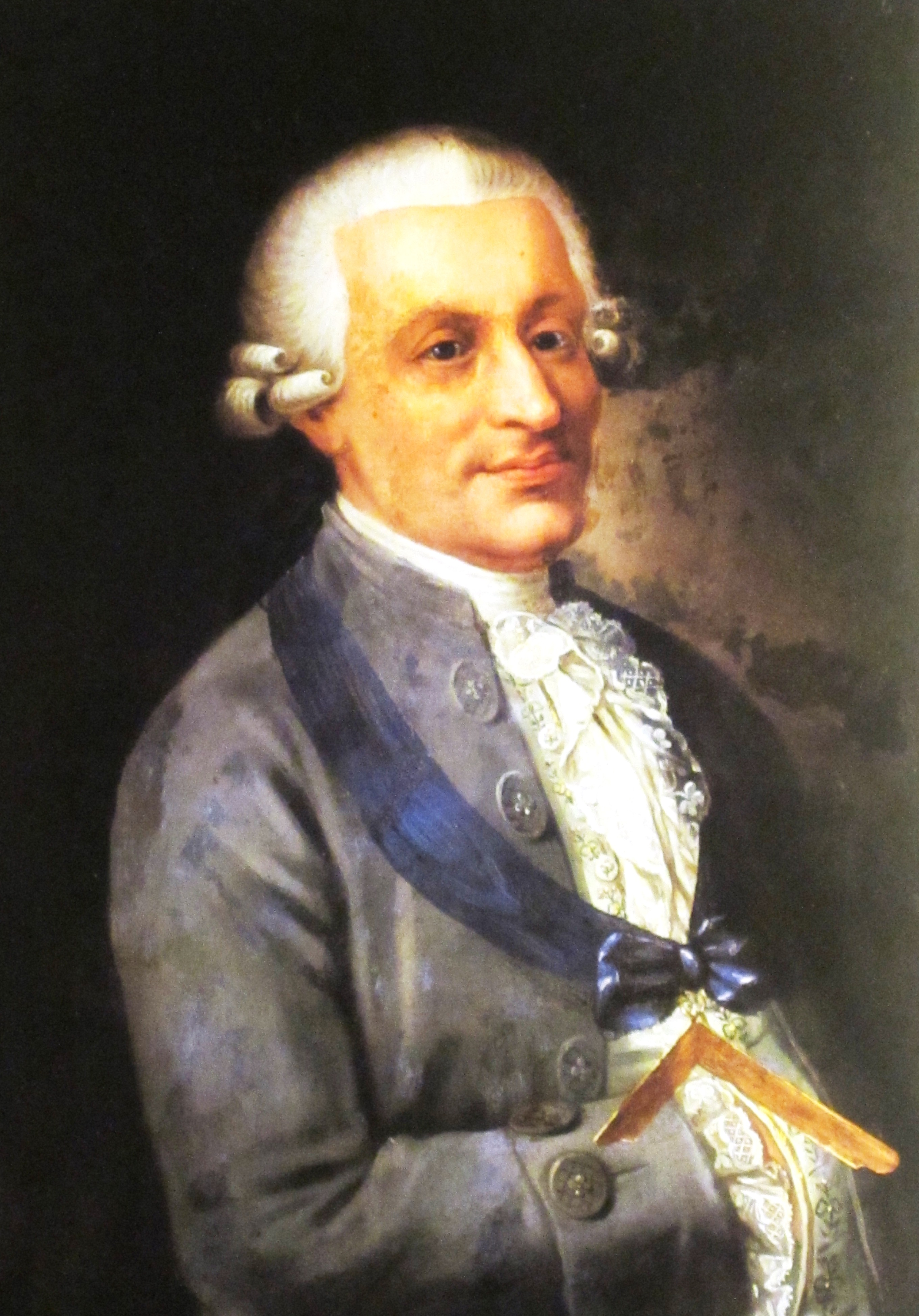
Johann Carl Dähnert (Feldloge der Göteborger Loge: Salomon a trois Serrures)
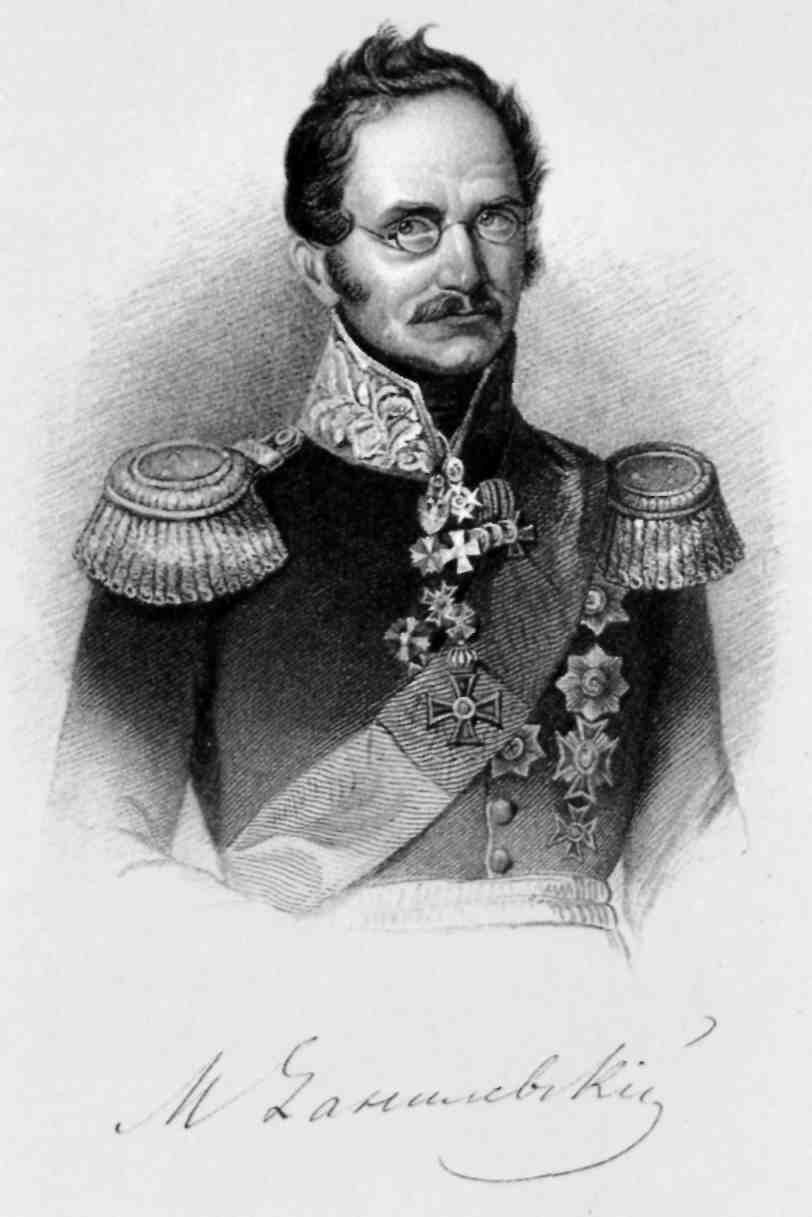
Alexander Iwanowitsch Michailowski-Danilewski (russische Feldloge: Zum heiligen Georg)
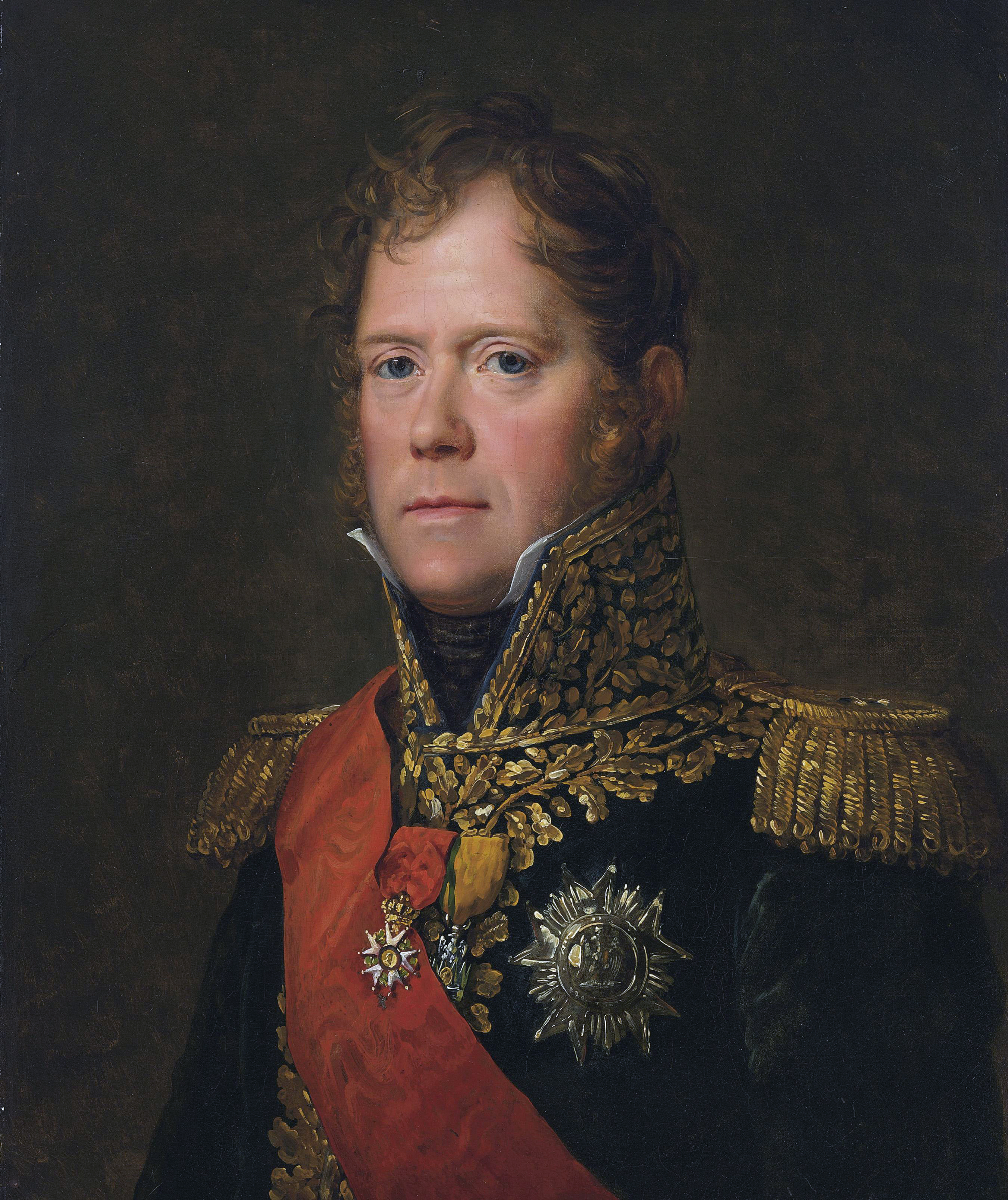
Michel Ney (Feldloge: La Candeur)

### Internationales Freimaurer-Lexikon
1. ↑  
Eugen Lennhoff, Oskar Posner, Dieter A. Binder: Internationales Freimaurer Lexikon. 1980. Nachdruck von 1932, Amalthea-Verlag, ISBN 8-85002-038-X, Lemma Militärlogen, S. 1035.

### Sonstige Quellen
1. ↑  Jean-Luc Quoy-Bodin: Le militaire en Maçonnerie (XVIIIème-XIXème siècles). In: Histoire, économie et société. 4, 1983, S. 549–576.
2. ↑  Andreas Önnerfors: Freimaurerei und Offiziertum im 18. Jahrhundert. Universität Potsdam, 2010.
3. ↑  Andreas Önnerfors: Freimaurerei und Offiziertum im 18. Jahrhundert. Artikel der Universität Potsdam (2010).
4. ↑  Friedrich Hasselbacher: Hoch- und Landesverrat der Feldlogen im Weltkriege. Nordland-Verlag, Magdeburg 1935.
5. ↑  Andreas Önnerfors: Freimaurerei und Offiziertum im 18. Jahrhundert. Universität Potsdam, 2010.
6. ↑  Das französische Standardwerk über die Verbindungen zwischen Militär und Freimaurerei ist Jean-Luc Quoy-Bodin: L’armée et la franc-maçonnerie au déclin de la monarchie sous la révolution et l’Empire. Paris 1987. Vorstudie: Quoy-Bodin: Le militaire en Maçonnerie.
7. ↑  Andreas Önnerfors: Freimaurerei und Offiziertum im 18. Jahrhundert. Universität Potsdam, 2010.
8. ↑  Pierre-François Pinaud: Armée. In: Encyclopédie de la Franc-Maçonnerie. Paris 2008, S. 45–47.
9. ↑  Die Freimaurerei in Schwedisch-Pommern – aufgeklärte Avantgarde und Kontaktzone zwischen Pommern und Schweden in Asmus, Ivo – Droste, Heiko – Olesen, Jens Erik: Gemeinsame Bekannte. Schweden und Deutschland in der frühen Neuzeit, Münster 2003, S. 107–120.
10. ↑  Claes Ludwig Henning Thulstrup: Anteckningar till Svenska Frimureriets historia, Stockholm 1892, S. 41–43.
11. ↑  Teofron Säve: Sveriges deltagande i sjuåriga kriget åren 1757- 1762, Stockholm 1915, (S. 1–45 s).
12. ↑  Jonas Anderson, Andreas Önnerfors: Förteckning över svenska 1700-tals frimurare. In: Önnerfors, Mystiskt brödraskap. (Anm. 11), S. 157–285.
13. ↑  Andreas Önnerfors: Freimaurerei und Offiziertum im 18. Jahrhundert. Universität Potsdam, 2010, S. 244.
14. ↑  Referat in Auszug Neuester Weltbegebenheiten, Stralsund 1762, Nr. 50.
15. ↑  Die Zeitung Auszug Neuester Weltbegebenheiten wurde 1763 umbenannt in Stralsundische Zeitung, in deren Nr. 30 sich der zitierte Artikel findet.
16. ↑  Paul Gehrke: Der flammende Stern im Orient Berlin eine Logengründung zur Zeit der Erbfolgekriege. Berlin 1920, in der Staatsbibliothek Berlin.
17. ↑  Geheimes Staatsarchiv Preußischer Kulturbesitz, Freimaurer, 5.1.4. Nr. 3657 Protokoll 17. Dezember 1778.
18. ↑  Geheimes Staatsarchiv Preußischer Kulturbesitz, Freimaurer, Bl. 10-11R.
19. ↑  Ferdinand Runkel: Geschichte der Freimaurerei. 1932 (Reprint: Lempertz Edition und Verlagsbuchhandlung, 2006, ISBN 3-933070-96-1, S. 103 f.)
20. ↑  Masons on the Rescue (Memento des Originals vom 2. April 2016 im Internet Archive)  Info: Der Archivlink wurde automatisch eingesetzt und noch nicht geprüft. Bitte prüfe Original- und Archivlink gemäß Anleitung und entferne dann diesen Hinweis. (PDF) Artikel der California Freemason von April/Mai 2009; Auf der Website https://www.freemason.org ; Abgerufen am 1. April 2018 (englisch) (S. 18).
21. ↑  Ferdinand Runkel: Geschichte der Freimaurerei. 3 Bände. Hobbing, Berlin 1932, Auch Nachdruck: Edition Lempertz, Königswinter 2006, ISBN 3-933070-96-1, S. 135–156.
22. ↑  Br. Schulze: Feldlogen. In: Mecklenburgisches Logenblatt. Jahrgangs-Nr. 55, 1923, S. 10–13.
23. ↑  Wilhelm Ohr: Aus einem Jahr Feldlogenarbeit. E. Reinhardt, München 1916.
24. ↑  Friedrich Hasselbacher: Volksverrat der Feldlogen im Weltkriege. 7. erweiterte und völlig neubearbeitete Auflage. 1941, S. 93–101 (= Hoch- und Landesverrat der Feldlogen im Weltkriege. 1935) Darin die Broschüre „Die Feldloge ‚In Ketten zum Licht’ und andere freimaurerische Erinnerungen aus der Kriegsgefangenschaft“, verfaßt von Br. T. Taeschner – Stettin, Mitglied der Loge „Bruderbund am Fichtenberg“ im Orient Berlin-Steglitz, Handschrift nur für Brüder Freimaurer, Leipzig 1921.
25. ↑   Gunther Mai: Die Marokko-Deutschen 1873-1918, 1. Aufl. Vandenhoeck & Ruprecht, 22. Oktober 2014, ISBN  978-3-525-30038-1, S. 690.
26. ↑  Gunther Mai: Die Marokko-Deutschen 1873-1918-Biogramme, Lemma: Holzmann
27. ↑  Vernichtung der Freimaurerei durch Enthüllung ihrer Geheimnisse. Ludendorffs Verlag, München 1927, 1940.
28. ↑  Prisoners of War of the Japanese 1939-1945 https://www.forces-war-records.co.uk/prisoners-of-war-of-the-japanese-1939-1945
29. ↑  River Valley Road/Havelock Road Camp von Faizah bte Zakaria; herausgegeben von der National Library Board Singapore 2017 auf der Website http://www.nlb.gov.sg/ (abgerufen am 24. April 2017).
30. ↑  Die Gründungsurkunde wurde 1985 von Frau Banner in die Grand Lodge von Schottland präsentiert. Bruder Banner, der Zweiter auf der Rolle ist, starb beim Bau der Siam Eisenbahn im Jahre 1943. Wie die Rolle in den Besitz seiner Witwe kam, ist ein Rätsel.
31. ↑  Von den ursprünglichen fünfundzwanzig Exemplaren der Rolle sind zwei bekannt, die noch existieren. Eine ist im Museum der Freemasons’ Hall in Edinburgh und somit im Besitz der Grand Lodge of Antient Free and Accepted Masons of Scotland Edinburgh, die zweite Rolle ist im Besitz eines überlebenden Bruders. Eine dritte Kopie wird vermutlich im Singapur Freimaurermuseum sein. Die Tatsache, dass irgendwelche Schriftstücke überlebt haben, ist umso bemerkenswerter, als dass jedes Exemplar auf dünnes Reispapier und von Hand gezeichnet wurde. Ein Mitglied des Freimaurer-Clubs (Hugh Oven) bewahrte während seiner Gefangenschaft die Kopie der Gründungsurkunde in einem hohlen Bambusast auf, der als Tragegriff für seine Reisetasche fungierte.
32. ↑  Guido Berg: Kriegsgegner willkommen Freimaurer in Zivil oder Uniform: Gründung der Feld- und Militärloge „Henning von Tresckow“. In: Potsdamer Neue Nachrichten. 8. Januar 2011. Auf der Webseite der Potsdamer Neuen Nachrichten pnn.de abgerufen am 20. Juni 2015.
33. ↑  Guido Berg: Kriegsgegner willkommen Freimaurer in Zivil oder Uniform: Gründung der Feld- und Militärloge „Henning von Tresckow“. In: Potsdamer Neue Nachrichten. 8. Januar 2011. Auf der Webseite der Potsdamer Neuen Nachrichten pnn.de abgerufen am 20. Juni 2015.
34. ↑  Geschichte der Feld- und Militärlogen, Auf der Website der deutschen Feld- und Militärloge "Henning von Tresckow", abgerufen am 17. März 2017.
35. ↑  Homepage der Mertz von Quirnheim, Homepage: Feld- und Militärloge „Albrecht Ritter Mertz von Quirnheim“ (Abgerufen am 11. April 2016).
36. ↑  Die Loge. In: Feld- und Militärloge - Albrecht Ritter Mertz von Quirnheim. Abgerufen am 9. November 2023 (deutsch).
37. ↑  Homepage der Alfred Kranzfelder, Homepage: Feld- und Marineloge „Alfred Kranzfelder“ (Abgerufen am 3. November 2018).
38. ↑  Tätigkeitsbericht der Kandahar Lodge (Memento des Originals vom 23. August 2016 im Internet Archive)  Info: Der Archivlink wurde automatisch eingesetzt und noch nicht geprüft. Bitte prüfe Original- und Archivlink gemäß Anleitung und entferne dann diesen Hinweis. (PDF) Auf der Website www.niagaramasons.com ;Abgerufen am 5. April 2016 (englisch).